# Grevillea gordoniana
Grevillea gordoniana är en tvåhjärtbladig växtart som beskrevs av Charles Austin Gardner. Grevillea gordoniana ingår i släktet Grevillea och familjen Proteaceae. Inga underarter finns listade i Catalogue of Life.